# Ossido di bario
L'ossido di bario è un composto inorganico a base di bario con formula BaO. Appare come un solido di colore bianco-giallastro, igroscopico e con tendenza ad assorbire l'anidride carbonica presente nell'aria. Reagisce violentemente a contatto con l'acqua con liberazione di grandi quantità di calore, tanto da poter provocare esplosioni:
{\displaystyle {\ce {BaO\ +\ H2O->Ba(OH)2}}}

## Sintesi
L'ossido di bario è ottenuto per calcinazione del carbonato di bario o del solfato di bario in presenza di un composto carbonico:
{\displaystyle {\ce {BaCO3\ +\ C->BaO\ +\ 2CO}}}
Può anche essere ottenuto per reazione diretta tra il bario e l'ossigeno:
{\displaystyle {\ce {2Ba\ +\ O2->2BaO}}}

## Utilizzi
L'ossido di bario viene principalmente utilizzato come agente di rivestimento nella fabbricazione dei catodi ad esempio quelli nei tubi a raggi catodici. Ha sostituito l'ossido di piombo(II) nella produzione di alcuni tipi di vetro come il vetro a corona ottica, mentre nelle sintesi chimiche è usato per la produzione di perossido di bario e di idrossido di bario. Ebbe anche un impiego storico, a partire dal 1884, nella produzione di lenti ottiche, delle quali incrementa l'indice di rifrazione senza diminuirne la dispersione. Viene ancora utilizzato per produrre alcuni tipi di vetro
L'ossido di bario trova impiego anche come catalizzatore di etossilazione nella reazione dell'ossido di etilene e degli alcoli, che avviene tra 150 e 200 °C.
È anche una fonte di ossigeno puro attraverso la fluttuazione del calore. Si ossida facilmente a perossido di bario (BaO2) per formazione di uno ione perossido. La completa perossidazione di ossido di bario in perossido di bario avviene a temperature moderate, ma l'aumentata entropia della molecola di ossigeno (O2) ad alte temperature significa che il perossido di bario si decompone in ossigeno molecolare e ossido di bario a 1175 K.
La reazione è stata utilizzata come metodo su larga scala per produrre ossigeno prima che la separazione dell'aria diventasse il metodo dominante all'inizio del XX secolo. Il metodo è stato chiamato processo Brin, dal nome dei suoi inventori